# امانوئل سیاه ۲
امانوئل سیاه ۲ (ایتالیایی: Emanuelle nera n° 2؛ ‏ انگلیسی: Black Emanuelle 2) یک فیلم درام سکسنتفاعی ایتالیایی به کارگردانی بیتو آلبرتینی است که در سال ۱۹۷۶ منتشر شد. این فیلم دنبالهٔ غیررسمی امانوئل سیاه است.

## بازیگران
- شولامیت لاسری
- آنجلو اینفانتی
- داگمار لاساندار
- آتیلیو دوتزیو
- پیترو توریسی
- کارلو ساباتینی (صداپیشه)